# Mława
Mława é um município da Polônia, na voivodia da Mazóvia e no condado de Mława. Estende-se por uma área de 34,80 km², com 31 047 habitantes, segundo os censos de 2021, com uma densidade de 897 hab/km².